# Boris Alexejewitsch Kuftin
Boris Alexejewitsch Kuftin, russ. Борис Алексеевич Куфтин (* 2. Februar 1892 in Samara; † 2. August 1953 in Lielupe, heute zu Jūrmala) war ein russischer Ethnologe und Archäologe, der sich vor allem um die Erforschung der Neolithisierung Zentralasiens verdient gemacht hat. Zugleich gilt er, obwohl er sich diesem Themenkreis erst im Alter von 43 Jahren zuwandte, als einer der Gründerväter der transkaukasischen, sowjetischen Archäologie.

## Leben
Kuftin wurde 1892 im russischen Samara geboren; sein Vater Alexei Nikanorowitsch Kuftin war Offizier, seine Mutter Lehrerin. Er besuchte die Realschule in Orenburg und studierte danach ab 1910 an der Fakultät für Mathematik und Physik an der Universität Moskau. Doch wurde er wegen Beteiligung an einer Studentenbewegung von der Universität verbannt. Kuftin ging daraufhin nach Frankreich, dann nach Italien und in die Schweiz. Erst anlässlich des 300. Jahrestags der Romanow-Herrschaft wurde er 1913 amnestiert und konnte so nach Moskau zurückkehren. Er wurde zunächst Botaniker, spezialisierte sich aber bereits auf anthropologische, geographische und archäologische Fragestellungen, worin er seinem Lehrer, dem führenden Anthropologen Dmitri Nikolajewitsch Anutschin, folgte. 1913 bis 1914 unterrichtete Kuftin Botanik. 1919 wurde er Dozent, wobei er über frühe Kulturen lehrte, und gleichzeitig nahm er seine Arbeit am Anthropologischen Institut der Universität auf. 1923 stand er der Abteilung für Ethnographie vor, nachdem sein Lehrer gestorben war. 1924 bis 1930 arbeitete er am zentralen ethnologischen Museum. 1928 wurde er Professor. Am 27. September 1930 wurde er verhaftet, seine Abteilung aufgelöst, er selbst verbannt. Er erwartete in Wologda weitere Repressionen. Ein Angehöriger der Forschungsgruppe um Anuchin, ein georgischer Student, vermittelte ihm eine Stelle in Tiflis.
Von 1933 bis 1953 arbeitete er im georgischen Tiflis. Dort lehrend entdeckte er die Trialeti-Kultur. 1940 benannte er den Nordrand einer übergreifenden bronzezeitlichen Kulturregion, die von der Levante bis in den nordöstlichen Kaukasus reichte, als „Kura-Araxes“, womit er den Ausgangspunkt dieser weiträumigen kulturellen Einheit im südlichen Kaukasusgebiet sah.
Kuftin, der 1946 Mitglied der Georgischen Akademie der Wissenschaften wurde, nahm an der ausgedehnten archäologischen Expedition im Süden Turkmenistans in den späten 1940er und 1950er Jahren teil, die ab 1946 von der Turkmenischen Akademie der Wissenschaften organisiert wurde. Dabei grub er vor allem in kupfer- und bronzezeitlichen Stätten. Verheiratet war er mit der Pianistin Valentina Staschenka.

## Werke (Auswahl)
- Календарь и первобытная астрономия киргиз-казацкого народа. In: Этнографическое обозрение 3-4 (1916) (Kalender der Kirgisen und Kosaken).
- Жилище крымских татар в связи с историей заселения полуострова (материалы и вопросы). 1925 (über Krimtataren).
- Льяловская неолитическая культура на реке Клязьме в Московском уезде в её отношении к окскому неолиту Рязанской губернии и ранне-неолитическим культурам Северной Европы. In: Труды общества исследователей Рязанского края 5 (1925) (eine erste Arbeit zu einer neolithischen Kultur).
- Археологические раскопки в Триалети (1936–1940 гг.), Tiflis 1941 (Arbeit zur Trialeti-Kultur, Grabungen 1936–1940).
- Материалы к археологии Колхиды, Tiflis 1949–1950 (Kolchis-Archäologie).